# San Román de Cameros
San Román de Cameros – gmina w Hiszpanii, w prowincji La Rioja, w La Rioja, o powierzchni 47,5 km². W 2011 roku gmina liczyła 164 mieszkańców.